# Primero de Mayo, Argentina
Primero de Mayo är en ort i Argentina.   Den ligger i provinsen Entre Ríos, i den centrala delen av landet, 1 000 km väster om huvudstaden Buenos Aires. Primero de Mayo ligger 551 meter över havet och antalet invånare är 1 000.
Terrängen runt Primero de Mayo är mycket platt. Runt Primero de Mayo är det mycket glesbefolkat, med 3 invånare per kvadratkilometer..
Omgivningarna runt Primero de Mayo är i huvudsak ett öppet busklandskap.